# La Brute (jeu vidéo)
Pour les articles homonymes, voir La Brute.
 (avril 2009).
Si vous disposez d'ouvrages ou d'articles de référence ou si vous connaissez des sites web de qualité traitant du thème abordé ici, merci de compléter l'article en donnant les références utiles à sa vérifiabilité et en les liant à la section « Notes et références ».
La Brute est un jeu de combat par navigateur, créé par Motion-Twin le 25 juin 2008.
Codé en Haxe, le jeu utilise la technologie Adobe Flash Player. En 2009, le jeu est adapté et édité sur les plateformes iOS et Android par Bulkypix, sous le titre My Brute.
Le 27 mars 2020, Motion-Twin publie sur son site web Twinoid une annonce relative à l'arrêt du support de la technologie Flash à la fin 2020, leurs jeux basés sur cette technologie étant progressivement fermés à mesure que leurs audiences respectives se réduisent. Plusieurs projets communautaires voient alors le jour pour recréer certains des jeux web de Motion-Twin Certains, dont La Brute, sont rassemblés au sein d'Eternal Twin, un site web non-commercial géré par des amateurs.

## Principe général
La Brute est un jeu de combat dans lequel le joueur crée sa (ou ses) brute (une sorte de guerrier) pour affronter d'autres joueurs dans des combats en arène afin de gagner de l'expérience et des niveaux.
En progressant de niveaux, la brute du joueur voit ses caractéristiques augmenter et peut obtenir des compétences spécifiques, des armes ou des compagnons animaux (ours, loup et chien). Elle monte aussi en grade pour atteindre le titre très convoité de « Légende brutale ».
Les brutes peuvent aussi s’inscrire pour participer à des tournois journaliers.

## Version 1
La version 1 de La Brute possédait plusieurs caractéristiques qui seront modifiées dans la version 2 du jeu :
- chaque brute peut participer à trois combats par jour, peu importe leur issue.
- lorsque la brute perd un combat, elle reçoit 1 XP. Si elle gagne, elle reçoit 2 XP.
- lorsque la brute augmente de niveau, elle voit ses compétences améliorées et obtient un « bonus ».
- la brute peut participer à un tournoi journalier où les brutes de tous les grades sont mélangés aléatoirement ; de fait, seules les brutes de très hauts niveaux ont une chance de gagner.
- le jeu possède un un classement, qui ne se base pas sur le système de tournoi. Le mélange des brutes lors des tournois empêche toutefois la progression et il est devenu très difficile de monter en grade.
- le jeu possède un système de parrainage : le nombre de combats par jour étant limité (contrairement au nombre de filleuls), il est plus intéressant de se créer des filleuls pour évoluer rapidement (les filleuls rapportant de l’expérience au « parrain ») plutôt que de jouer. Il en a résulté une création de bots informatiques générant automatiquement des filleuls grâce à divers scripts et logiciels changeant l'adresse IP de leur utilisateur. Ces bots semblent d'ailleurs mettre en péril la stabilité du site qui renvoie souvent des messages d'erreur. Des logiciels ou des sites web permettent aussi de voir par exemple les futures armes des brutes, ses futures statistiques, et même de simuler un combat avec des brutes existantes.

La relative simplicité du jeu, sa gratuité et son mode de propagation proche d'un marketing viral, puisque ce sont les joueurs eux-mêmes en cherchant de nouveaux filleuls qui font la promotion du site, ont rendu le jeu très populaire.
À la suite de l'annonce de la V2 en bandeau titre sur toutes les pages du premier site, une grande partie de la population a migré sur la nouvelle version du jeu, bien qu'un grand nombre de joueurs jouait encore à la première version, plus facile à jouer.

## Version 2
Une version modifiée de La Brute est ensuite lancée via le portail de jeu Muxxu. Dans celle-ci, de nouvelles caractéristiques apparaissent :
- chaque brute peut participer à 10 combats et 1 tournoi par jour.
- après trois matchs perdus (3 « blessures »), la brute ne peut plus jouer et doit se reposer, ou payer l'hôpital pour un montant de 15 « jetons Muxxu » (l'option payante du portail de jeux Muxxu).
- chaque match joué fait gagner 1 XP, quelle que soit l'issue du combat.
- lorsqu'une brute augmente de niveau, son maître peut choisir une amélioration (statistique/compétence/arme/animal) parmi deux proposées, ce qui permet au joueur d'influencer l'évolution de sa brute, contrairement à la version 1 du jeu. Les améliorations forment un arbre binaire, ce qui fait que chaque choix détermine les améliorations proposées au niveau suivant.
- un système de tournoi par grade : les novices ne sont donc plus désavantagés dans les premiers niveaux.
- le classement se base sur les tournois : chaque tournoi gagné fait grimper d'un grade, jusqu'au grade ultime « Légende brutale ».
- lorsque la brute grimpe d'un grade, elle recommence au niveau 1 avec la possibilité de garder (ou non) son arbre de compétences. Ceci permet à une brute « faible » de repartir de zéro, en espérant un meilleur tirage à chaque passage de niveaux.
- le système de parrainage est supprimé, afin d'éviter les abus qu'a connu son aîné.
- de nouvelles compétences sont créées, notamment des compétences actives jusqu'à minuit, que le joueur peut ou non choisir d'utiliser moyennant une blessure sur sa brute.
- des titres (« Vol au vent », « Brute », « Barbare », etc.) utilisables sur le portail de jeu pour personnaliser son profil.
- la possibilité d'enregistrer des combats et de les revisionner plus tard, ainsi qu'une chaîne télévisée pour regarder les combats favoris de l'intégralité des joueurs.
- le joueur peut désormais monter une équipe de brutes, il n'a plus besoin de se créer un compte par brute. S'il n'y a pas de plafond au nombre de brutes dans une équipe, seules les deux premières sont gratuites. Contrairement à la version 1, le multi-compte est interdit par les CGU et peut se voir sanctionner par une suppression pure et simple de la totalité des comptes de l'utilisateur.